# Zmartwychwstanie

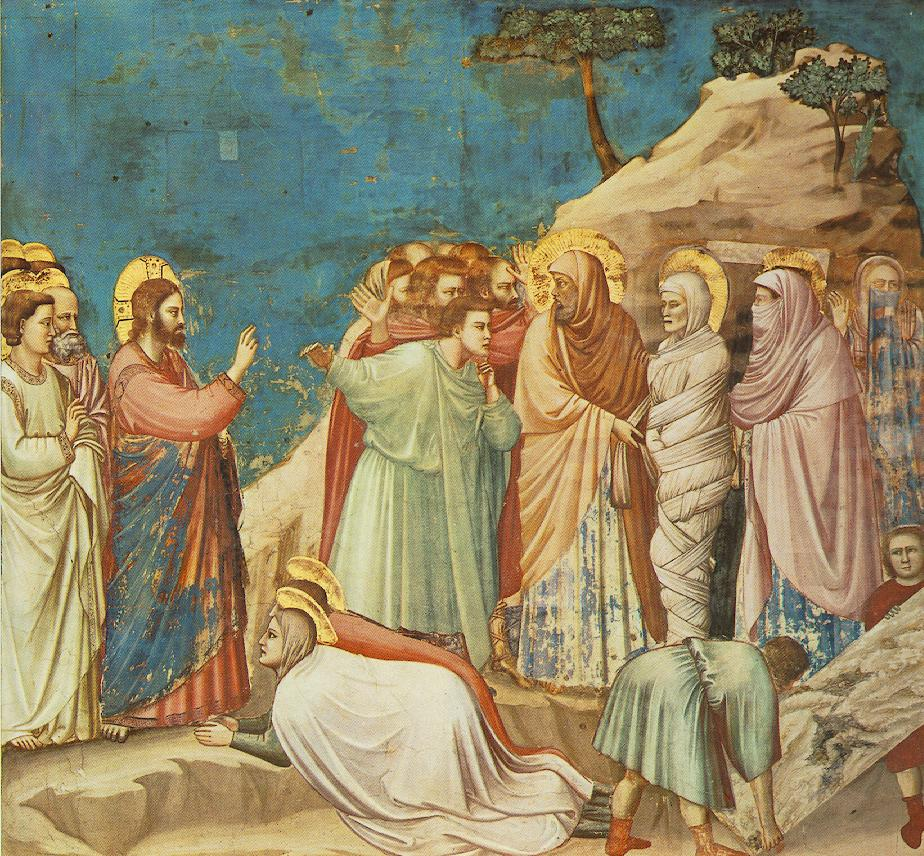
Wskrzeszenie Łazarza. Fresk malarza z Florencji, Giotto (1266–1337)

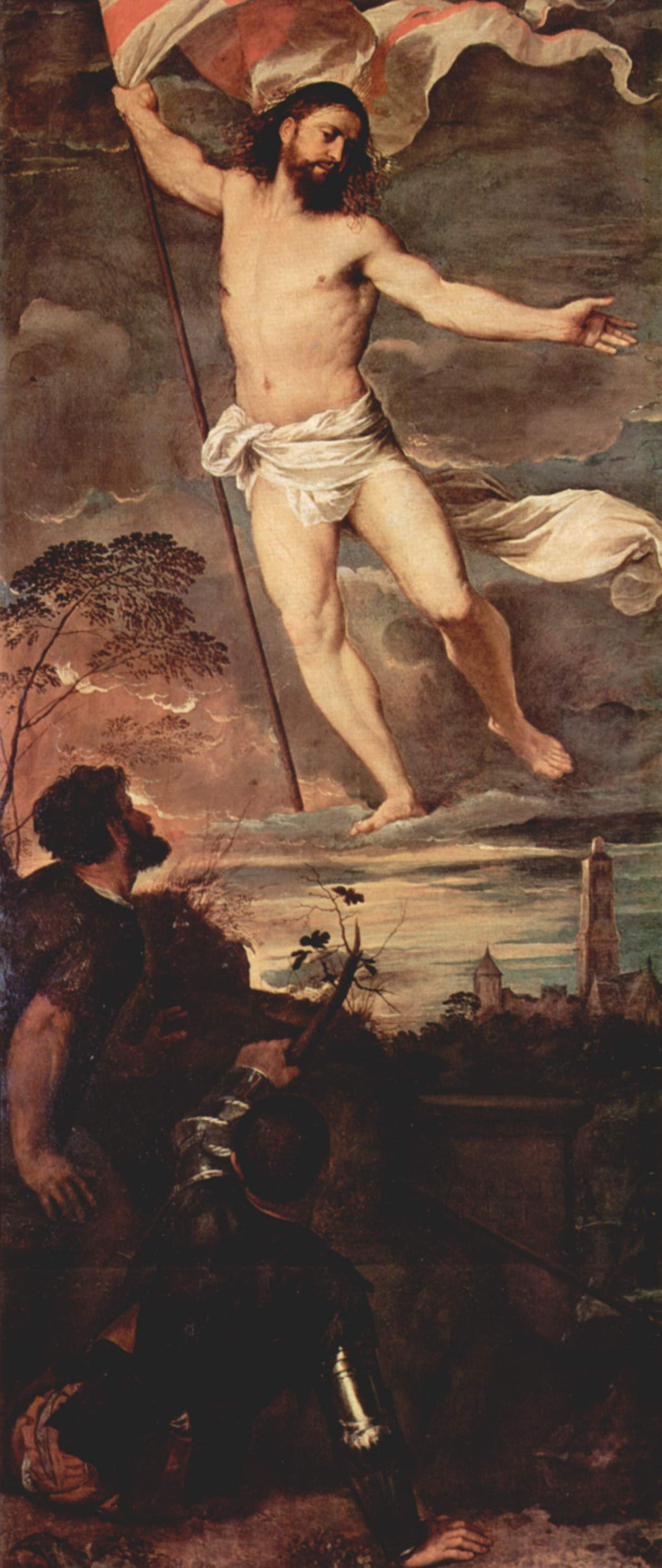
Tycjan – Zmartwychwstanie Pańskie

Zmartwychwstanie lub wskrzeszenie zmarłych (z łac. resurrectio mortuorum; gr. ανάστασις νεκρων /anastasis nekron/) – przywrócenie do życia ciał osób zmarłych.
Pojęcie spotykane w religiach. Ma ono różne znaczenia i różny przypisywany stopień ważności. Największą wagę nadają mu religie abrahamowe: judaizm, chrześcijaństwo i islam. W zmodyfikowanym znaczeniu występuje też w religiach nurtu gnostyckiego. W religiach mających swe korzenie w wierze Abrahama jest ono jednym z podstawowych elementów eschatologii – dotyczy wskrzeszenia wszystkich zmarłych także w ich cielesności w Dniu Bożym. Dla chrześcijan paradygmatem zmartwychwstania jest powstanie z martwych Jezusa. Zmartwychwstanie w tych religiach jest rozumiane jako wydarzenie, którego należy oczekiwać w historii. Religie gnostyckie, ze względu na dualistyczną wizję rzeczywistości, umieszczającą materię i cielesność po stronie sił ciemności i zła, rozumieją zmartwychwstanie duchowo, bezcieleśnie – odnoszą je do odrodzenia samej duszy ludzkiej. W religiach politeistycznych zmartwychwstanie występuje sporadycznie i w innym znaczeniu. Nie ma ono znaczenia i wydźwięku eschatologicznego w odniesieniu do ludzi, jest częścią mitologii i dotyczy świata bóstw. Można je odnaleźć np. w mitologii greckiej i egipskiej oraz w wierzeniach hinduizmu.

## Religie abrahamowe
W każdej z religii abrahamowych wiara w zmartwychwstanie umarłych, obok cech wspólnych, ma swoją własną specyfikę. Najstarszą z tych religii jest judaizm, ukonstytuowany przez Mojżesza (XIII w. p.n.e.), następnie chrześcijaństwo, a najmłodszą, powstałą ponad sześć wieków po Chrystusie, islam i jego prorok Mahomet (zm. 632 r.).

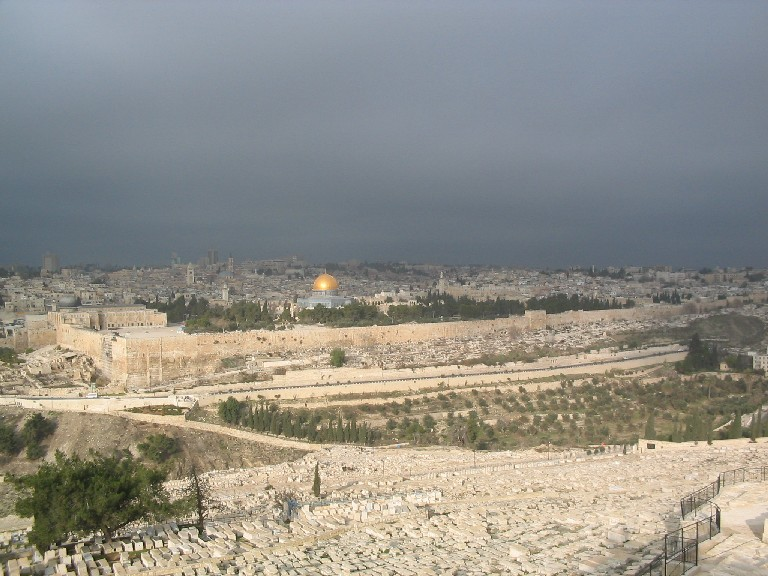
Groby w dolinie Jozafata w Jerozolimie, między wzgórzem świątynnym i Górą Oliwną. Według wierzeń judaizmu czerpiących z wizji Ezechiela w rozdz. 37, zmartwychwstanie rozpocznie się w tej dolinie. W głębi, za placem po Świątyni, bazylika pustego grobu Chrystusa.

### Judaizm
W judaizmie wiara w zmartwychwstanie umarłych rozwijała się stopniowo. Świadczą o tym święte Pisma. Pewną intuicję zmartwychwstania można odnaleźć już w Psalmie 16,8-10:

Stawiam sobie zawsze Pana przed oczy, nie zachwieję się, bo On jest po mojej prawicy. Dlatego się cieszy moje serce, dusza się raduje, a ciało moje będzie spoczywać z ufnością, bo nie pozostawisz mojej duszy w Szeolu i nie dozwolisz, by wierny Tobie zaznał grobu.

Również w Księdze Hioba, główny bohater wyraża przekonanie o swoim zmartwychwstaniu:

Lecz ja wiem: Wybawca mój żyje, na ziemi wystąpi jako ostatni. Potem me szczątki skórą odzieje, i ciałem swym Boga zobaczę. To właśnie ja Go zobaczę, moje oczy ujrzą, nie kto inny; moje nerki już mdleją z tęsknoty (Hi 19,23-27).

O zmartwychwstaniu mówili także prorocy Izraela. Prorok Ezechiel w swej wizji wskrzeszenia suchych kości zawartej w rozdziale 37, prorok Ozeasz (6,1n), Izajasz (26,19, por. 53,8-10). W późniejszych pismach, nadzieja zmartwychwstania umarłych jest wyrażona expilicite. Prorok Daniel opisując czasy ostateczne, mówił o powstaniu ze śmierci jako o zbudzeniu się ze snu:

Wielu zaś, co posnęli w prochu ziemi, zbudzi się: jedni do wiecznego życia, drudzy ku hańbie, ku wiecznej odrazie (Dn 12,2).

Również opis męczeństwa siedmiu braci w Drugiej Księdze Machabejskiej 7,9-14, wkłada w usta torturowanych nadzieję na powstanie z martwych do życia, na skutek interwencji Boga .
Judaizm zakłada przebudzenie się wszystkich prawowiernych Żydów w dniu sądu ostatecznego. Z tego względu Żydzi grzebią zmarłych w pozycji prenatalnej, skierowanej w stronę Jerozolimy, aby mogli oni wstać jak najszybciej z grobu na dźwięk trąb obwieszczających sąd ostateczny. Według niektórych odłamów judaizmu warunkiem zmartwychwstania jest zachowanie w grobie szczątków ciała zmarłego, z czego w dużym stopniu wynikają starania Żydów o zachowanie w stanie nienaruszonym miejsca pochówku swoich najbliższych. W Biblii Hebrajskiej pierwszą i wyraźną wzmianką o indywidualnej nadziei na zmartwychwstanie znajdujemy w Księdze Daniela (12, 1-3).

### Chrześcijaństwo

Niewierny Tomasz (obraz Caravaggia)

#### W Biblii
Nowy Testament mówi o wskrzeszeniu zmarłych wielokrotnie i wielopłaszczyznowo. W Ewangeliach mowa jest o wskrzeszeniach, których dokonywał Jezus: wskrzeszenie młodzieńca z Nain (Łk 7,11-17), córki Jaira (Mk 5,21-42 i Ew. paralelne) oraz Łazarza (J 11).
Jezus Chrystus nie tylko wskrzeszał, ale i zapowiadał swe własne zmartwychwstanie trzeciego dnia (Mk 8,31; 9,31; 10,34 i ew. paralelne). Miał to być znak Jonasza (Mt 12,40). Również odbudowanie Świątyni Jezus rozumiał w kategorii swojego zmartwychwstania (J 2,19nn, por. Mt 26, 61 i Ew. paralelne).
Wszystkie Ewangelie opisują wydarzenia wokół grobu, który okazał się pusty. Mówią też o spotykaniu Zmartwychwstałego (np. Łk 24,36; J 20, 19-29). Osobną listę spotkań ze zmartwychwstałym podał Paweł Apostoł w Pierwszym Liście do Koryntian 15,5nn.
Zmartwychwstanie Jezusa jest rozumiane jako początek zmartwychwstania wszystkich ludzi. Apostoł Paweł wyjaśniał:

...Ten, co wskrzesił Chrystusa <Jezusa> z martwych, przywróci do życia wasze śmiertelne ciała mocą mieszkającego w was swego Ducha (Rz 8,11, por. 1 Tes 4,14; 1 Kor 6,14; 15,12-22; 2 Kor 4,14).

Ewangelia Mateusza 27,52 wspomina o sprawiedliwych, którzy, gdy Chrystus zstąpił do Otchłani, powstali i wyszli ze swych grobów, by utworzyć wokół Niego orszak triumfalny. Apostoł Paweł wiązał zmartwychwstanie umarłych z paruzją, ponownym przyjściem Chrystusa na Sąd ([1 Tes 4,15nn; 2 Tes 1,7n; 1 Kor 15,52). Również Księga Apokalipsy 20,11-15 ukazuje majestatyczny obraz zmartwychwstania umarłych .

#### W teologii katolickiej
W teologii katolickiej mowa jest o zmartwychwstaniu ciał na końcu czasów. Nicejsko-konstantynopolitańskie wyznanie wiary głosi: "Wierzę w ciała zmartwychwstanie i żywot wieczny".
Zrozumienie pojęcia zmartwychwstania ciała sprawia chrześcijanom wiele trudności pojęciowych. Zmartwychwstania ciała nie należy identyfikować z reanimacją zwłok, choć takie przedstawienia można niekiedy spotkać w sztuce chrześcijańskiej. Z drugiej strony zmartwychwstania nie powinno się rozumieć w sensie czysto duchowym.

##### Ciało chwalebne
Ciałem chwalebnym określa się w Kościele ciało, jakie ludzie będą mieli po zmartwychwstaniu. Nie wiadomo do końca, jakie ono będzie, ale pewną wiedzę można wysnuć z Ewangelii.
Kościół naucza o wyraźnym związku duszy z ciałem, które razem tworzą istotę ludzką. Zgodnie z Ewangelią apostołom ukazał się Chrystus zmartwychwstały. Ślady ran, które pozostały po ukrzyżowaniu, świadczyły o duchowo-cielesnej tożsamości Osoby zmartwychwstałego. Aby nie sądzili, że mają przed sobą ducha kazał podać sobie chleb i rybę, po czym jadł w ich obecności. Istoty duchowe takich potrzeb nie mają; zmartwychwstały Chrystus miał więc postać cielesną, ale przez drzwi przechodził jako istota duchowa, nie otwierając ich, czego "cielesne" nie potrafią. Jednakże jego ciało było zasadniczo odmienione i różniło się w istotny sposób od tego, które złożono do grobu. Kościół mówi o tzw. ciele chwalebnym, które mamy otrzymać w chwili zmartwychwstania. Nie jest ono identyczne z ciałem ziemskim; pozwala jednak zachować istotę człowieka złożonego z duszy i ciała.

#### W innych religiach
Świadkowie Jehowy terminu zmartwychwstanie używają zarówno w odniesieniu do ludzi mających żyć na ziemi, które nastąpi w sposób uporządkowany po Armagedonie; jak i do niewielkiego grona mających współkrólujących z Jezusem w niebie (por. Objawienie 12:7–9 z 17:5, 14; zob. też 1 Koryntian 15:23; 1 Tesaloniczan 4:15–17; Objawienie 6:9–11). Zmartwychwstanie wiąże się z odtworzeniem jednostki ludzkiej (Jana 5:28) w nowym ciele (1 Koryntian 15:23, 35–38). Nie otrzymają możliwości zmartwychwzbudzenia ci, którzy zgrzeszyli przeciwko duchowi świętemu i rozmyślnie trwają w grzechu (Mateusza 12:31, 32; por. Hebrajczyków 10:26, 27).

### Islam
W islamie wiara w zmartwychwstanie w dniu sądu ostatecznego jest zbliżona do wersji chrześcijańskiej, choć Koran nie opisuje jej tak obrazowo jak Apokalipsa. Zgodnie z Koranem jako pierwszy ma być przebudzony Mahomet, który razem z Mojżeszem ma stać przy tronie Allaha. Pozostali ludzie mają być obudzeni z grobów i zostać poddani sądowi ostatecznemu, który ma trwać 50 000 lat. Wiara w inne formy zmartwychwstania jest w islamie zabroniona.

## Religie dualistyczne

### Zaratusztrianizm
W zaratusztrianizmie występuje wiara w zmartwychwstanie wszystkich ludzi w Dniu Odnowienia (Fraszokereti). Zmartwychwstać mają zarówno prawi, jak i nikczemni. Podczas tego "Sądu Ostatecznego" wszyscy zobaczą swoje uczynki - dobre i złe. Zostanie stopiony metal ze wzgórz i gór. Spłynie na ziemię na wzór rzeki. Wszyscy ludzie będą musieli przejść przez ów stopiony metal. Ludziom prawym wydawać się będzie, że stąpają po ciepłym mleku. Źli natomiast odczuwać będą, jakby faktycznie przechodzili po roztopionym metalu, ale zostaną w ten sposób ostatecznie oczyszczeni. Ludzie otrzymają wieczne ciało, świat będzie odnowiony i doskonały oraz pozbawiony śmierci. Angra Mainju zostanie ostatecznie pokonany.

## Religie politeistyczne

### Mitologia egipska
W mitologii egipskiej bogiem, który zmartwychwstał, był zabity przez swego brata Seta Ozyrys. Pięć tysięcy lat temu wierzono także, że zmartwychwstaniu po śmierci podlega również faraon.

### Mitologia i kultura grecka
W mitologii greckiej zmartwychwstanie odnosi się do bóstw. Natomiast w odniesieniu do ludzi, zmartwychwstanie ciała kulturze i myśli greckiej było zdecydowanie obce. Zmartwychwstałym mitycznym bogiem był frygijski Attis, towarzysz i kochanek bogini Kybele, która przywróciła go do życia oraz syryjski Adonis powracający corocznie z krainy Hades. Również mit o Feniksie zawiera w sobie pewne motywy zmartwychwstania.
W odniesieniu do ludzkiego życia, kulturze i filozofii greckiej zmartwychwstanie ciała było pojęciem obcym i niezrozumiałym. Świadczą o tym trudności apostołów chrześcijańskich, którzy głosząc zmartwychwstanie Chrystusa spotykali się czasem z drwinami, jak Apostoł Paweł w Atenach (por. Dz 17,30-32). Niechętne idei zmartwychwstania były środowiska związane z myślą platońską i neoplatońską. W dialogu Platona Fedon ciało jest określone jako więzienie, a śmierć, czyli opuszczenie ciała jest uwolnieniem duszy z więzienia. Według koncepcji Platona zmartwychwstanie ciała jest zatem czymś wstrętnym.
Jak wskazał Leo Scheffczyk, „hellenizm — wrogo nastawiony do ciała z racji swego dualizmu — musiał — w aspekcie filozoficznym — zwalczać centralną prawdę chrześcijaństwa, lecz także, prawdę tę uważał za sprzeczną z rozsądkiem, a nawet bluźnierczą”. Filozof Celsus (II/III w.) wyrażał się o zmartwychwstaniu następująco: „Jest to nadzieja odpowiednia tylko dla robaków. Czyż bowiem jakakolwiek dusza ludzka mogłaby jeszcze tęsknić za przegniłym ciałem?”. Również Porfiriusz polemizował ze zmartwychwstaniem w swym dziele „Przeciw chrześcijanom”, ukazując jego bezsensowność. W biografii Plotyna autor ten pisał o sprzeciwie filozofa wobec planów swych uczniów wyrzeźbienia jego statuy, ukazujący lekceważenie ciała i przekonanie o jego nietrwałości:

Czy to nie wystarcza, że się nosi wizerunek (ciało), w jaki przyodziała nas natura? Nie! ty się domagasz, bym się zgodził dobrowolnie na to, aby pozostał po mnie obraz obrazu, i to trwalszy od obecnego mojego wizerunku i godny oglądania!"

Myśl grecka — jak zauważył Christoph Schönborn — mówiła o nieśmiertelności duszy, ale nie o zmartwychwstaniu ciała, gdyż było ono dla niej nonsensem, absurdem.

### Hinduizm
Hinduizm nie uważa ciała za związane z duszą i odrzuca możliwość wskrzeszenia martwego ciała (nieliczne wyjątki od tej reguły wynikają tylko z interwencji Najwyższego Boga, który nie podlega żadnym prawom), a całkowicie neguje zmartwychwstanie człowieka jako ciała i duszy, którymi był w swoim ziemskim życiu. Zmartwychwstanie nie jest więc rozumiane tak, jak w religiach powstałych z judaizmu. Wieczna dusza (atman) nie ma początku ani końca i w cyklu reinkarnacji wciela się w kolejne ciała, które są uznawane tylko za przejściowe i niewłaściwe miejsce przebywania duszy, której ostatecznym przeznaczeniem jest połączenie się z bogiem. Ciało po śmierci jest palone, ponieważ nie ma znaczenia i nie oczekuje się jego zmartwychwstania. Przykłady zmartwychwstania, opisane w mitologii, dotyczą głównie bogów, a właściwie ich awatarów (wcieleń), jednak w tym przypadku zmartwychwstanie można uznać za pozorne, ponieważ ciało boskie jest transcendentne, a nie materialne.
Kryszna, uznawany przez niektóre odłamy hinduizmu za Najwyższą Osobę Boga, w ogóle nie podlega śmierci i jako Dusza Najwyższa (Paramatma) jego istnienie nie ma początku ani końca. Z tego względu śmierć i zmartwychwstanie Kryszny (opisane w Mahabharacie) teolodzy uznają za pozorne, ponieważ jego ciało (i ciała innych bogów) tylko wydaje się materialne. Dlatego w hinduizmie nie mówi się o narodzinach i śmierci awatarów Boga lub bogów, lecz o ich pojawieniu się i zniknięciu, po wypełnieniu misji na Ziemi.
Przykładem pojmowania zmartwychwstania w hinduizmie jest Śriwasa Thakura, w którego martwe ciało Kryszna inkarnował duszę mędrca Narady i w ten sposób przywrócił ciało do życia. Było to jednak zmartwychwstanie tylko ciała, ożywionego przez inną duszę.

## Formy zmartwychwstania w religiach animistycznych
W wielu religiach animistycznych istnieje wiara w tzw. nieumarłych – ludzi powstających z grobów mimo stwierdzonego zgonu, a nawet po rozpoczętym u nich procesie rozkładu. Zalicza się do nich m.in. pochodzących z kultu voodoo (skąd trafili do powszechnej kultury masowej – np. horrorów) zombie. Innym rodzajem nieumarłych byli np. funkcjonujący z mitologii słowiańskiej wąpierze i strzygi. Wszyscy oni jednak – dla dalszego życia (czy raczej połowicznego życia) – potrzebowali ludzi żywych, którymi się odżywiali.
Motyw zmartwychwstania dość powszechny jest też w obrzędach magii wegetacyjnej dawnych Słowian, praktykowanych powszechnie podczas świąt agrarnych. Symbolizuje zazwyczaj odrodzenie się ziemi, która na zimę obumiera by odrodzić się wiosną. Echa tych obrzędów odnajdujemy np. w tradycji kolędowania z turoniem, który podczas zabawy i tańców pada, by następnie zostać ocuconym przez domowników.

## Teorie na temat źródła wiary w zmartwychwstanie
Istnieją również teorie, że wiara w zmartwychwstanie przeniknęła najpierw do judaizmu a potem przez judaizm do chrześcijaństwa i islamu poprzez kontakty z zaratusztrianizmem, na co wskazywać mają liczne analogie i podobieństwa opisu sądu ostatecznego we wszystkich tych religiach.